# Jesse Reno
Jesse Wilford Reno (ur. 1861 w Fort Leavenworth, w stanie Kansas, zm. 2 czerwca 1947 w Nowym Jorku) – amerykański wynalazca, twórca ruchomych schodów.
Sformułował ideę ruchomych schodów już w wieku 16 lat. Studiował na Lehigh University w Pensylwanii, uczestniczył w budowie pierwszej kolei elektrycznej na południu Stanów. Reno zgłosił pierwszy patent na schody ruchome w 1891; nazywał je wtedy „new and useful endless conveyor or elevator”. Patent zrealizował dopiero 15 miesięcy później. Urządzenie zostało zbudowane i zainstalowane na Coney Island na Brooklynie we wrześniu 1895, jako element rozrywki. Reno planował zastosowanie swoich urządzeń w dwupoziomowym nowojorskim metrze. Jego plany nie zostały zaakceptowane; w tej sytuacji po ślubie przeprowadził się do Londynu, gdzie w 1902 otworzył przedsiębiorstwo The Reno Electric Stairways and Conveyors, Ltd.
Schody ruchome jego pomysłu instalowano w całych Stanach Zjednoczonych, Wielkiej Brytanii i Europie. Podjął nowe wyzwanie, pracował nad pierwszą konstrukcją schodów spiralnych. Wspólnie z Williamem Astonem, właścicielem patentu na elastyczne połączenia stopni, postanowił stworzyć pionierskie rozwiązanie, które zostało zaprezentowane cztery lata później i zainstalowane na jego koszt na stacji w Londynie; nigdy jednak nie upowszechniło się. W 1903 przedsiębiorstwo Waygood and Otis Limited kupiło udziały w The Reno Company. Reno sprzedał swoje patenty przedsiębiorstwu Otis i powrócił do USA.